# Hells Angels
Pour les articles homonymes, voir Les Anges de l'enfer et Angels.
Le Hells Angels Motorcycle Club (littéralement « Club de moto des anges de l'enfer ») est un groupe de motards hors-la-loi, actif dans le monde entier. Ses membres sont regroupés autour de 440 « chapitres » (chapters), répartis dans 52 pays et sur chaque continent.

## Nom
Le choix du nom et de l'emblème du club a été dicté par une admiration vouée aux aviateurs de l'escadrille de l'armée de l'air américaine éponyme de la Seconde Guerre mondiale, à la réputation de têtes brûlées.

## Particularités
Sont appelées « couleurs » ou « patchs », les emblèmes et noms des pays, visibles au dos des blousons de cuir qu'ils portent. Ce club est régi par des règles strictes observées par tous les membres, ceci paradoxalement, de façon à garantir la liberté individuelle. Les postulants passent par différentes étapes destinées à former, pour une part, le novice, qui passera par les stades de hangaround puis de prospect (pour une durée indéterminée), et d'autre part, à faire connaissance au plus intime, avec le nouveau venu afin de déterminer s'il pourra faire l'unanimité des membres du club qui vont l'accueillir. Le nouveau venu sera le « suiveur » d'un membre du groupe auquel il devra allégeance et devra effectuer sur ordre les tâches des plus ingrates aux plus illégales. Pour leurs recrutements, ils utilisent aussi leurs présences médiatisées aux différents runs et parfois choisissent de « coopter » ou « distraire » une association déjà existante. L'ancienne association se voit conférer, dans son entier, le grade de Prospect.
Le mouvement se fait également appeler « rouges et blancs » en référence à la couleur de leur logo ou « 81 » (Le H étant la huitième lettre de l'alphabet et A la première). Ils utilisent aussi le symbole chiffre 13 comme treizième lettre de l'alphabet.
L'une des particularités de la conduite des membres de la « famille » (le HAMC ou Hells Angels Motorcycle Club est ainsi dénommé par ses membres) est la prise de position aux côtés de leurs frères (c'est comme cela qu'ils s'appellent entre eux) en toutes circonstances, qu'ils aient tort ou raison.

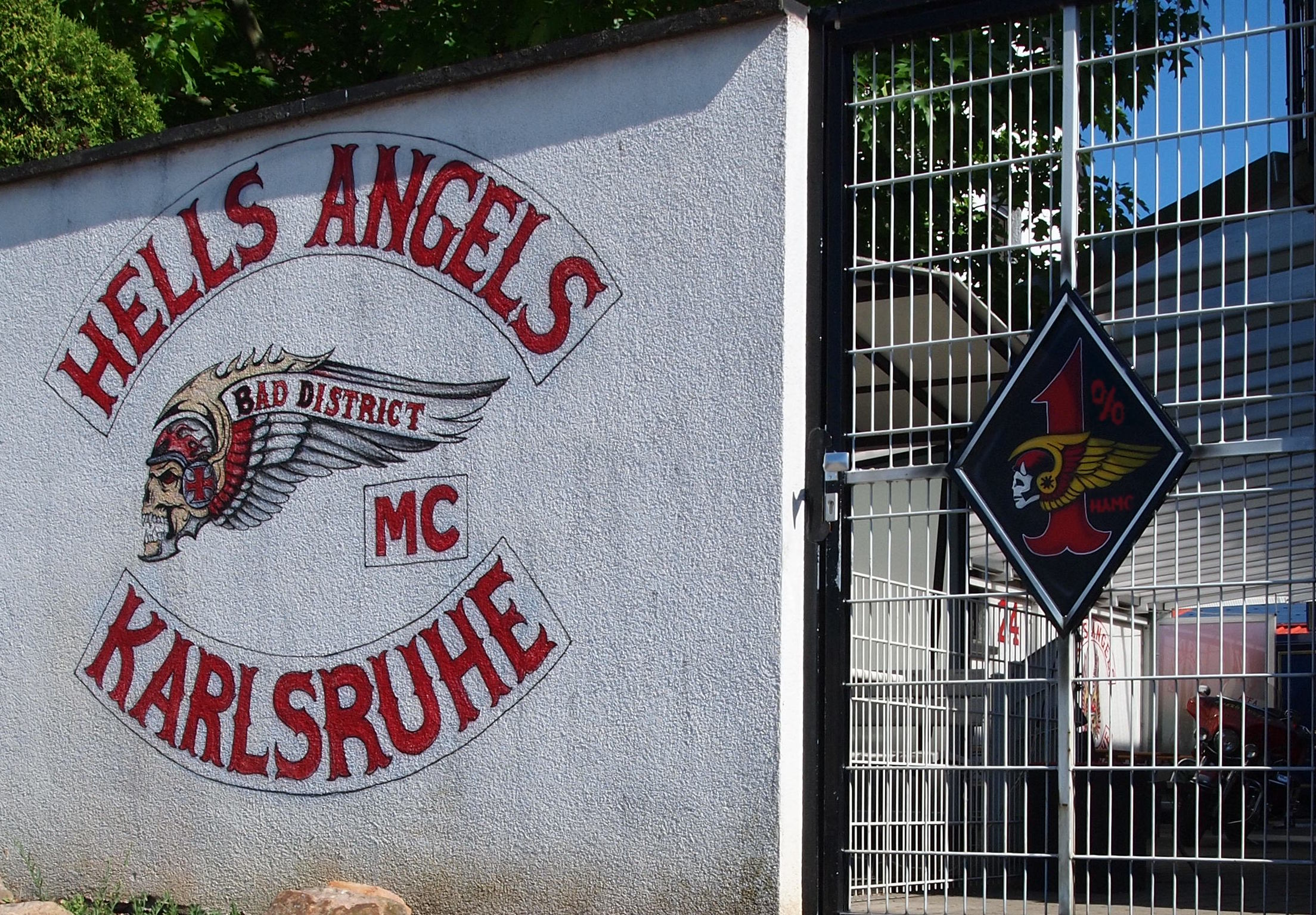
Enseigne des Hells Angels du chapitre de Karlsruhe, avec le « 1 % » en losange.

De même, toute atteinte à l'intégrité du clan est réprimée, parfois de manière violente. Cette attitude de défense agressive explique en partie la mauvaise réputation du club. Comme pour tous les groupes de personnes, la proportion de marginaux est représentative d'une micro-société. Ils revendiquent le monopole de la violence et le disputent aux États qui les hébergent. Ils se dénomment eux-mêmes MC 1 %, le 1 % représentant le pourcentage de motards « hors la loi » se livrant à des activités illégales telles que le racket ainsi que la vente et l'usage de produits illicites.
Au Canada, l'organisation regroupait en 2018 environ 500 membres, dont 80 au Québec, où est établie la branche la plus agressive du groupe. Les activités des Hells canadiens reposent en majeure partie sur le trafic de stupéfiants entrant notamment par le port de Montréal. Plusieurs membres du club ont été condamnés pour meurtre ou trafic de produits stupéfiants. Les Hells du Québec ont été affaiblis en 2009 par une importante opération policière nommée Opération SharQc, qui avait mené à l'arrestation de 156 personnes liées à l'organisation. Le mégaprocès qui avait suivi avait cependant été entaché par des vices de procédures et des délais trop longs, qui avaient contraint la justice à remettre en liberté plusieurs dizaines d'accusés. L'ex-président du chapitre québécois, les Nomads, Maurice Boucher, est incarcéré depuis 2000 et purge une peine de prison à vie. Il meurt d'un cancer de la gorge à l'été 2022, après 22 ans d'emprisonnement. 
Aux États-Unis, le gouvernement a tenté à maintes reprises de mettre fin à l'activité du club, en utilisant toutes les manières possibles, certaines mêmes illégales[Lesquelles ?], et de nombreux procès se sont terminés par des non-lieux et des acquittements. Aux Pays-Bas et en Allemagne, les gouvernements ont tenté également de faire interdire le mouvement[évasif] sans jamais y parvenir.
En France, il y a onze chapitres dont trois sont prospect (débutants) Bretagne et Normandie les autres sont des chapitres principaux Paris, Orléans, Fréjus, Alpes ainsi qu'un chapitre (Nomads) qui est Colmar. 
En Europe, en 2010, le groupe s'est installé en Europe orientale vers l’Europe du Sud-Est, et notamment vers la Turquie et l’Albanie.
Le HAMC présente une vitrine légale sur le net avec même une boutique sur eBay et utilise des clubs HDC (Harley-Davidson Club) ou MC (Moto Club) dits « supports » ayant le statut associatif, agréés par « famille » (HAMC), chargés de l'exécution des tâches ingrates et des rentrées financières. En cas d'infractions graves telles que racket et agressions, seuls ces derniers ont ainsi à rendre des comptes et le mouvement Hells Angels ne peut être tenu pour responsable. Le président, le vice-président et le sergent d'armes (chargé de la sécurité du club) peuvent être aidés par un secrétaire et un trésorier, en fait le fonctionnement typique d'une association, organisation à but non lucratif régie par la loi de 1901, statut utilisé parfois comme camouflage, les gangs gravitant fréquemment autour des cercles mafieux : drogue, prostitution et trafics en tous genres.

## Histoire
(octobre 2023).
- 1948 : création du premier chapitre à San Bernardino en Californie (banlieue de Los Angeles) par Otto Friedli, un vétéran de l’Armée Américaine né au Wisconsin[6].
- 1957 : Sonny Barger fonde le chapitre de Oakland en Californie (banlieue nord de San Francisco). On considère ce chapitre comme le quartier général de l'organisation internationale.
- 6 décembre 1969 : les Hells Angels 666[7] d'Oakland sont appelés par les Rolling Stones pour assurer la sécurité du festival d'Altamont. Vers la fin du concert, un spectateur, Meredith Hunter, brandit une arme de poing en direction de la scène. Tandis que la foule effrayée reflue, Alan Passaro, un Hells Angel membre de la sécurité, intervient et désarme le forcené en lui saisissant le poignet, puis en lui poignardant le haut du dos, ou l'épaule, à au moins deux reprises. Meredith Hunter est tué devant sa petite amie Patty Bredehoft. L'incident assiéra la difficile réputation du club. Cette scène a été filmée et apparaît dans le documentaire Gimme Shelter. James Saltan (The Devil), ex-président du Brotherhood Club 666[7] d'Oakland, raconte cette histoire à minuit, le jour de chaque anniversaire, dans les clubs de motards des États-Unis, depuis plus de quarante ans.
- 8 mars 1971 : grande rixe entre les Hells Angels de New York et les Breeds. Un Ange et quatre Breeds furent tués (dont deux par Vincent Girolamo).
- 5 décembre 1977 : 35 membres des Popeyes dont Yves Buteau (le chef des Popeyes), adoptent les couleurs des Hells Angels et forment le premier chapitre canadien de l'organisation à Sorel, Québec.
- 14 août 1979 : création du chapitre de Laval, Québec.
- 18 avril 1981 : création du chapitre français.
- 23 juillet 1983 : les Hells Angels fondent trois chapitres en Colombie-Britannique à Vancouver, White Rock et Nanaimo.
- 22 décembre 1983 : création du chapitre de l'est de Vancouver (dans le quartier East End) avec Walter Stadnick.
- 5 décembre 1984 : création des chapitres de Sherbrooke et de Halifax.
- 18 avril 1987 : création du chapitre HAMC Orléans.
- 1er mai 1987 : Maurice Boucher (surnommé « Mom ») devient membre en règle des Hells Angels.
- 13 juin 1987 : création du chapitre de Haney, en Colombie-britannique.
- Août 1994 : un rapport de la police des ports de Vancouver dévoile l'existence d'un réseau d'importation de drogue. Selon certaines estimations, les Hells Angels contrôleraient un marché annuel de plus d'un milliard de dollars CA. Aucune arrestation ni accusation ne seront portées.
- 9 décembre 1994 : Maurice Boucher et Walter Stadnick fondent un premier chapitre Nomads au Québec (chez les Hells Angels, ces chapitres n'ont pas d'attache géographique), lequel allait bientôt devenir le chapitre le plus puissant au Canada.
- 9 août 1995 : au plus fort de la guerre des motards, un garçon de onze ans, Daniel Desrochers, est tué à Montréal lors d'un attentat à la bombe visant un vendeur de drogue. Scandalisée, l'opinion publique réclame plus d'actions contre les motards.
- 23 septembre 1995 : création de l'escouade Carcajou. Il s'agit d'une unité policière spécialement destinée à contrer les Hells Angels. Elle existe grâce à un partenariat entre la Sûreté du Québec, la GRC et les corps policiers locaux.
- mai 1997 : adoption de la première loi anti-gang canadienne, conçue pour combattre les gangs de motards criminalisés. Josée-Anne Desrochers s'était battue avec ferveur pour cette loi à la suite de la mort, en 1995, de son fils Daniel.
- 27 juillet 1997 : les Hells Angels fondent de nouveaux chapitres à Edmonton et à Calgary.
- 18 décembre 1997 : Maurice « Mom » Boucher est arrêté et inculpé du meurtre de deux gardiens de prison.
- juin 1998 : création en Ontario d'une brigade spéciale d'enquête sur les motards. Restructurée en 2000, la brigade sera rebaptisée « Unité de lutte contre les bandes de motards » (ULBM).
- 23 juillet 1998 : création du chapitre de Burnaby en Colombie-Britannique.
- printemps 1999 : l'escouade Carcajou lance le projet Rush. L'objectif de l'opération est de démanteler le réseau des Hells Angels au Québec. Des sommes d'argent considérables seront englouties par les autorités sans aucun succès, l'interdiction du club se révélant impossible.
- 5 mai 2000 : verdict de culpabilité contre Maurice Boucher pour le meurtre des deux gardiens de prison. Il est condamné à la prison à perpétuité. La guerre des motards aura fait en huit ans cent morts (dont neuf victimes innocentes), neuf disparus, 181 tentatives de meurtre et 84 incendies criminels.
- 21 juillet 2000 : à Winnipeg, Los Bravos deviennent un chapitre potentiel des Hells Angels.
- septembre 2000 : tentative de meurtre contre le journaliste Michel Auger du Journal de Montréal, spécialiste des affaires criminelles et du crime organisé. Dans son ouvrage L’Attentat, il soupçonne clairement les Hells Angels québécois d'être à l'origine de cette exécution ratée.
- janvier 2002 : la Loi antigang C-24, votée pour combattre les gangs de motards criminalisés, entre en vigueur.
- août 2004 : bien que le chapitre Nomads du Québec ferme ses portes, par la volonté de ses membres, le club canadien est fortement implanté sur tout le territoire et en particulier au Québec.
- 2007 : le chapitre d'Oakland en Californie fête ses cinquante ans d'existence.
- 2008 : le club a fêté ses soixante ans d'existence. Les Hells Angels sont présents sur les cinq continents, et ont des représentants dans à peu près tous les pays du monde.
- 18 octobre 2008 : le bunker du chapitre de Sorel est détruit par le feu avec l'aide d'un camion-citerne[8]. Les Hells Angels étaient établis dans cet immeuble notoire depuis 1977, aussi considéré comme un « symbole » de leur suprématie au Québec. Cet incendie criminel ne visait pas le club, le mobile était plutôt une vengeance personnelle à l'endroit d'un membre dans une histoire de triangle amoureux[9].
- 15 avril 2009 : opération SharQc au Québec. Presque tous les membres du club dans la province de Québec sont arrêtés et accusés de divers chefs d'accusation, principalement complot et meurtre au premier degré. 177 perquisitions sont effectuées et les cinq bunkers de la province sont pris par la police. Une enquête de cinquante millions étalée sur trois ans, des centaines de milliers d’heures d’écoute électronique mais aussi les confessions de motards ont permis aux policiers de réaliser ces arrestations. C'est une opération qui permettra peut-être de résoudre 22 meurtres commis entre 1992 et 2009[10].
- 23 novembre 2011 : vingt-cinq personnes ont été arrêtées dans 25 municipalités du Québec dans le cadre du Projet Carcan. Les individus qui ont été visés seraient liés aux chapitres South et Montréal des Hells Angels, de même qu’aux Nomads de l’Ontario. La cible principale était Marc-André Lachance, un sympathisant des Hells Angels, sur la Rive Sud de Montréal. Le projet Carcan s’inscrit dans une stratégie plus large baptisée « Réplique » qui vise à s’attaquer à la relève des Hells Angels aussitôt qu’elle dresse la tête[11].
- avril 2016 : le vice-président des Nomads de l'Ontario, Phil « Crazy » Boudreault, est victime d'un attentat raté. Il semblerait qu'il s'agisse d'une purge interne, due à la libération de certains membres du Québec, plus précisément du chapitre de Sherbrooke et South-Saint-Basile-le-Grand, qui n'auraient pas apprécié que les Nomads ontariens viennent sur leur territoire et prennent le contrôle du trafic de stupéfiant[12].
- 29 mai 2019 : la justice néerlandaise interdit le club de motard Hells Angels sur le territoire des Pays-Bas et ordonne la fermeture de toutes ses sections. Elle estime que l'organisation représente un danger pour l'ordre public[13].
- En 2019, les Hells font le ménage dans le marché des trafiquants de drogue, comptant plusieurs assassinats sur la couronne nord de Montréal, tel que relaté par des proches des criminels victimes dans la série Famille de criminel.
- En 2023, un gang criminel vassal des Hells Angels, la Blood Family Mafia (BFM) déclare la guerre aux motards. Le conflit a déjà fait plusieurs morts, dont quelques innocents[14].